# Obračun kod O. K. Corrala
Obračun kod O. K. Corrala (eng. Gunfight at the O. K. Corral), jedan je od najpoznatijih revolveraških obračuna na Divljem zapadu. Odigrao se 26. listopada 1881. godine u gradu Tombstone u saveznoj državi Arizoni, a u njemu su sudjelovala braće Earp i Hollidayja protiv bande Clanton-McLaury.

## Sudionici
U gradiću Tombstoneu u Arizoni sukobile su se dvije skupine koje su se borile za prevlast u gradu. Na jednoj strani  bili su predstavnici zakona iz klana Earp, a na drugoj strani banda klana Clanton.
U klanu Earp bili su braća Earp: Morgan (1851. – 1882.), Wyatt (1848. – 1929.) i Virgil (1843. – 1905.) te doktor stomatolog Doc Holliday (1851. – 1887.) koji je bio Wyattov prijatelj.
U klanu Clanton bili su vođa bande Ike Clanton (1847. – 1887.), njegov mlađi brat Billy (1862. – 1881.), Frank McLaury (1849. – 1881.), Tom McLaury (1853. – 1881.), Billy Claiborne (1860. – 1882.) te Pete Spence.

## Tijek obračuna
Povod borbi je bila prevlast u gradu te je u krvavom obračuno stradalo nekoliko članova obitelji Clanton, a od obitelji Earp samo su dvojica lakše ranjena. Tenzije su se dizale cijelu noć ranije u saloon te je bilo očekivano da će doći sutradan do sukoba. Maršal Virgil Earp je zatražio pomoć šerif Johnnyja Behana da razoruža članove bande Clanton-McLaury koji su se nalazili kod O. K. korala. Kada šerif nije uspio u nakan da ih razoruža, koralu su prišli naoružani braća Earp i Doc Holliday i zatražili od kauboja da se predaju. Sukob je trajao svega 30 sekundi i za to vrijeme je bilo ispaljeno tridesetak metaka. Ike Clanton i Billy Claiborne su pobjegli odmah na početku borbe, jer su bili nenaoružani. Ikeov mlađi brat, Billy Clanton je potegao revolvere te je ranio Morgana Earpa u nogu, a Virgila u rame. Doc je upucao i ubio braću McLaury, a Billy je bio upucan u prsa i umro je pola sata nakon pucnjave. Za osvetu, klan Clanton je sljedeće godine ubio Morgana Earpa u zasjedi pucavši mu u leđa, nakon čega je Wyatt Earp s bratom Warrenom i Doc Hollidayjom organizirao osvetničku potjeru za ubojicama svoga brata.
Poslije obračuna vođa bande Ike Clanton sasvim se je povukao iz borbe za prevlast te je ostatak života proveo na svome ranču u blizini Tombstonea.

## Vanjske poveznice
|  | Zajednički poslužitelj ima još gradiva o temi Gunfight at the O.K. Corral |

- Kratka povijest slavnog obračuna kod O. K. korala – ok-corral.com (engl.)
- Pucnjava kod O. K. korala – history.com (engl.)
- Obračun kod O.K. Corrala – 1881. – povijest.hr